# Macrostemum luteipes
Macrostemum luteipes är en nattsländeart som först beskrevs av Douglas E. Kimmins 1955.  Macrostemum luteipes ingår i släktet Macrostemum och familjen ryssjenattsländor. Inga underarter finns listade i Catalogue of Life.